# تلسکوپ افلزبرگ

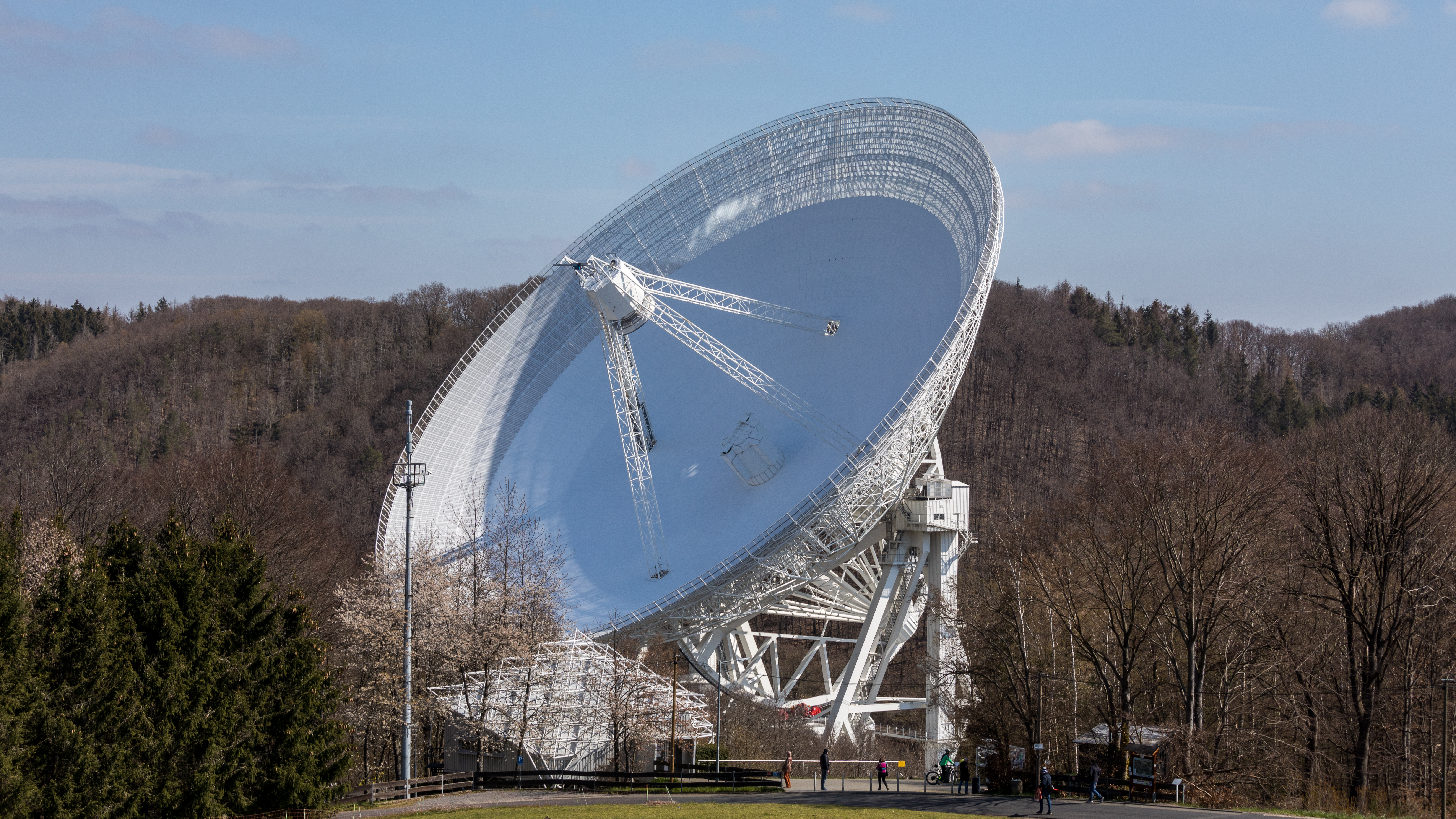
نمایی از رادیو تلسکوپ ۱۰۰ متری افلزبرگ - ۲۰۲۱

تلسکوپ افلزبرگ (انگلیسی: Effelsberg 100-m Radio Telescope)، رادیو تلسکوپ ۱۰۰ متری Effelsberg یک رادیو تلسکوپ در تپه‌های اهر (بخشی از آیفل) در باد مونسترایفل آلمان است. رادیو تلسکوپ افلزبرگ به مدت ۲۹ سال  بزرگترین رادیو تلسکوپ کاملاً قابل هدایت بر روی زمین بود. در سال ۲۰۰۰، تلسکوپ رصدخانه  رابرت سی بیرد گرین در رصدخانه گرین بانک، ایالات متحده، که دیافراگم بیضوی ۱۰۰ در ۱۱۰ متری کمی بزرگتری دارد، از افلزبرگ پیشی گرفت.